# 卡巴列雷 (安通區)
卡巴列雷（西班牙語：Caballero），是巴拿馬的城鎮，位於該國中部，由科克萊省的安通區負責管轄，面積41.5平方公里，海拔高度286米，2010年人口3,501，人口密度每平方公里84.4人。